# Allianz Parque
Pour les articles homonymes, voir Allianz (stade).
L'Allianz Parque, populairement connu comme Arena do Palmeiras ou Arena Palestra Italia, est une arène polyvalente pour accueillir des spectacles, des concerts, des événements d'entreprise, et en particulier des matches de football du Palmeiras.

Le projet comprend la construction de l'un des espaces polyvalents les plus modernes du Brésil, que répondra aux strictes exigences de la FIFA, qui l'a accréditée pour les tournois de sport les plus pertinents. Le nouveau stade de Palmeiras a été construit sur le site de l'ancien Stade Palestra Itália, entre les quartiers Barra Funda et Perdizes, à São Paulo.

## Histoire
La construction a débuté en 2010, il est prévu que les travaux seront terminés au premier trimestre de 2014, l'année du centenaire du club et aussi de la Coupe du monde 2014 au Brésil.
Le 24 avril 2013, le club a annoncé la vente des droits d'appellation du stade à Allianz, groupe allemand d'assurances dont il est le deuxième acteur mondial, qui possédait déjà d'autres exemples de ce type de négociation dans quatre stades : l'Allianz Arena en Allemagne, l'Allianz Stadium en Australie, l'Allianz Park en Angleterre et l'Allianz Riviera en France. L'accord avec Allianz a une durée de 20 ans avec une option de renouvellement pour 10 années supplémentaires. La transaction est estimée à 100 millions d'euros.
Le stade a 43 713 places couvertes et 178 cabines privées de luxe pouvant accueillir plus de 3 430 personnes, un restaurant panoramique, des cafés, des boutiques, un centre de congrès et un parking de 2 000 places. Le projet prévoit également un espace pour un maximum de 1 000 membres de la presse.
Le complexe Allianz Parque sera livré avec un bâtiment poli-sportif, érigé où était autrefois situé l'ancien club de gymnastique. Le nouveau bâtiment abritera un gymnase pour le basketball, le volleyball, le football en salle et le tennis; tandis que le bâtiment polyvalent abritera le siège administratif du club, les sports d'intérieur tels que le judo et la gymnastique, et même un espace noble, sur le toit, offrant une vue panoramique sur le club et la région. Les attractions de l'Allianz Parque seront ouvertes au grand public. L'accès aux installations du club, cependant, demeure limité aux membres de la Société Sport Palmeiras.